# Monumento a Francesco Datini
Il Monumento a Francesco Datini è uno dei simboli di Prato e si trova in piazza del Comune opera dello scultore ferrarese Antonio Garella.
Realizzata in marmo bianco di Carrara, è dedicata al mercante di Prato, Francesco Datini, e raffigura il personaggio nell'atto di porgere il testamento ai poveri, i quali furono i destinatari delle sue immense ricchezze attraverso l'istituzione dell'Ospedale del Ceppo. Il piedistallo presenta bassorilievi in bronzo sulla vita del celebre mercante. L'opera è tornata all'antico splendore dopo il restauro concluso nel 2010.
Il calco originale della scultura era conservato presso il Convitto Cicognini dove è stato accidentalmente distrutto nel 2015.
Ogni 17 agosto la città rende omaggio al mercante e mecenate ponendo una corona d'alloro alla base della scultura.

## Francesco Datini
Francesco Datini fu un mercante di livello internazionale, il primo nella storia a istituire un sistema di aziende,  una sorta di holding a cavallo tra 1300 e 1400, aprendo filiali a Pisa, Prato, Genova, Barcellona, Valenza, Maiorca e Avignone. E che “nel 1398 fondò la Compagnia del banco, forse il primo esempio di un’azienda bancaria autonoma.

## Galleria d'immagini

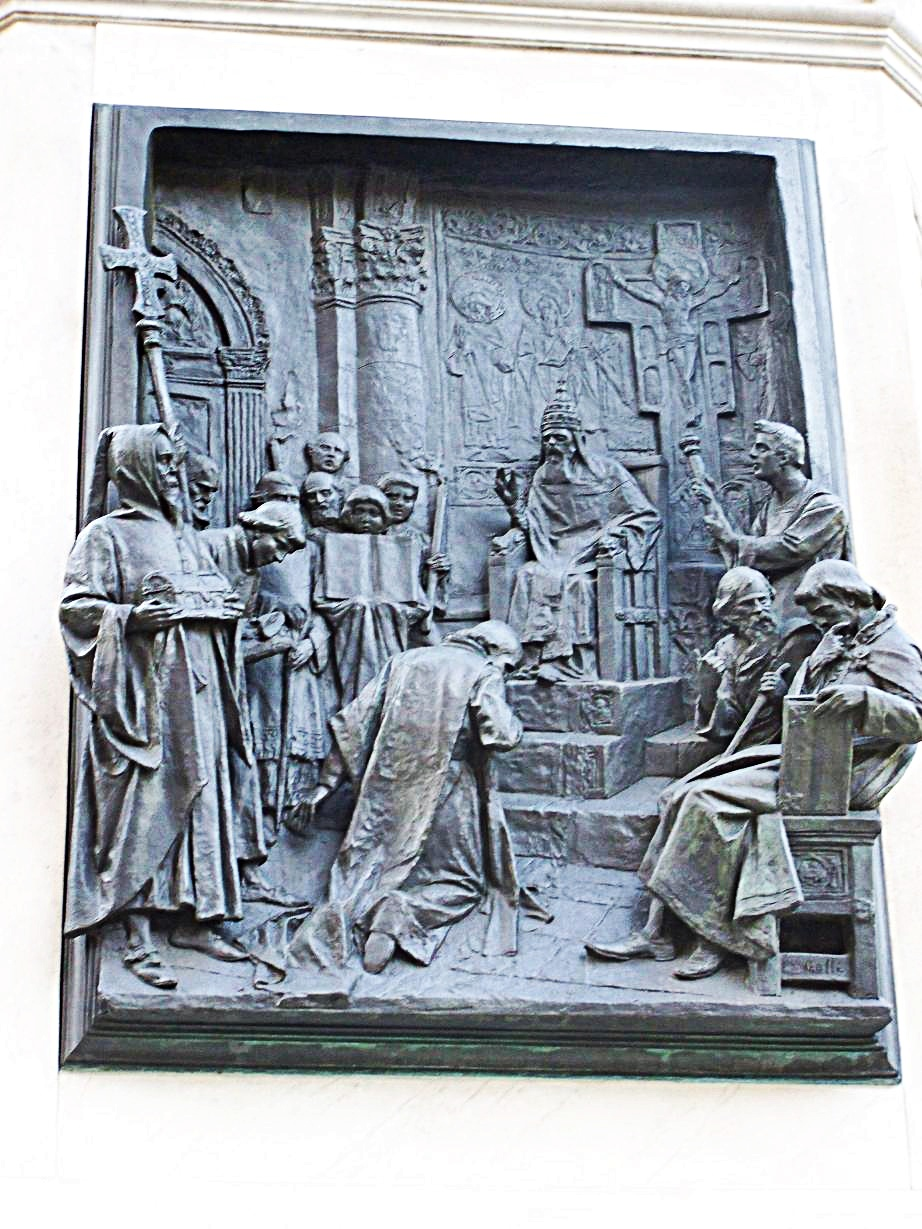
Placca in bronzo
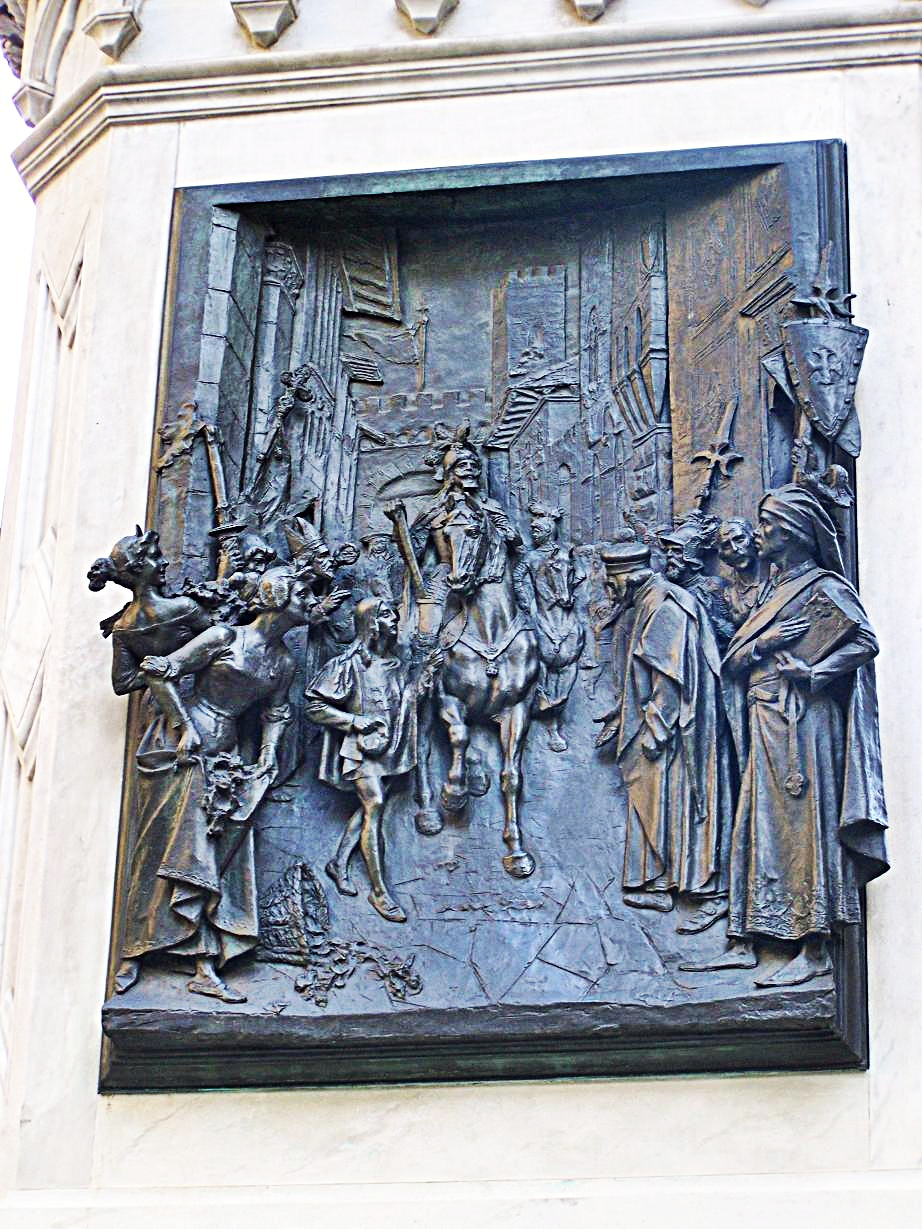
Placca in bronzo
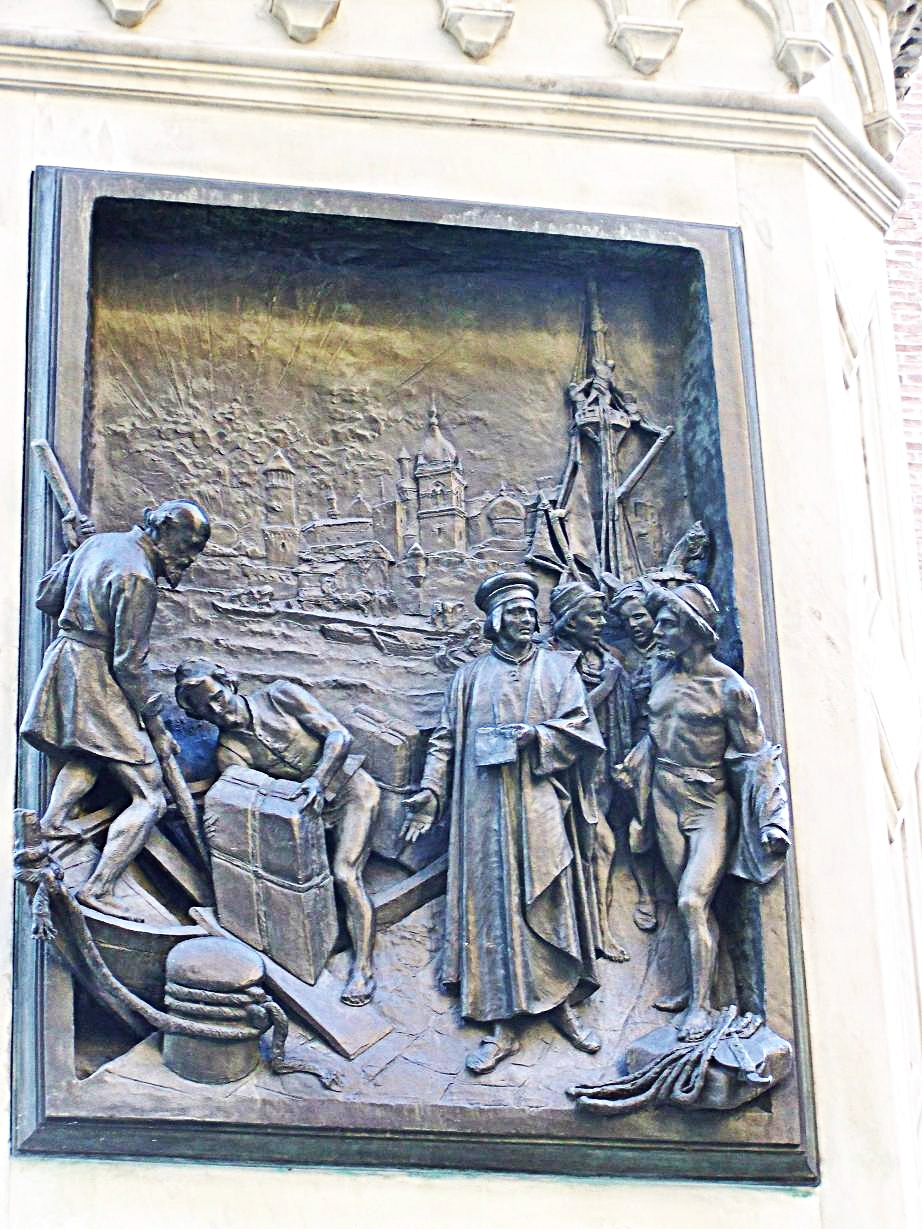
Placca in bronzo
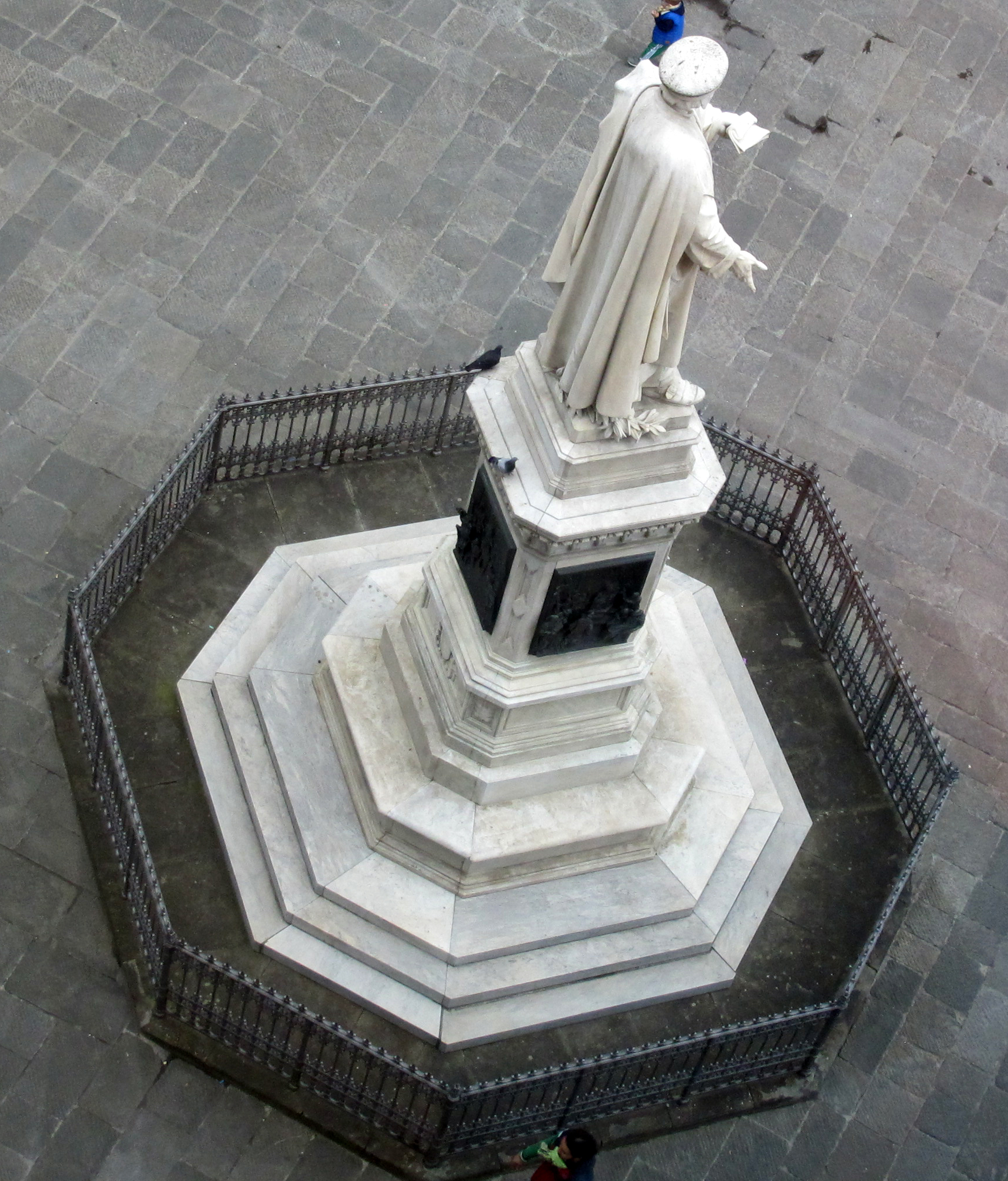
Vista dall'alto